# Quadro de medalhas dos Jogos Olímpicos de Verão de 2024

Mapa-múndi exibindo as medalhas de cada país durante os Jogos Olímpicos de 2024.
Legenda:
Países que conquistaram ao menos uma medalha de ouro.
Países que conquistaram ao menos uma medalha de prata (e nenhuma de ouro).
Países que conquistaram ao menos uma medalha de bronze (e nenhuma de ouro ou prata).
Países que não conquistaram uma medalha.
Países que não participaram dos Jogos Olímpicos de 2024

O quadro de medalhas dos Jogos Olímpicos de Verão de 2024 é uma lista que classifica os Comitês Olímpicos Nacionais de acordo com o número de medalhas conquistadas nos Jogos realizados na cidade de Paris, na França, entre os dias 26 de julho e 11 de agosto de 2024.
No geral, 92 CONs receberam pelo menos uma medalha, com 64 deles ganhando pelo menos uma medalha de ouro. Botsuana, Dominica, Guatemala e Santa Lúcia ganharam as primeiras medalhas de ouro olímpicas de suas histórias. Albânia, Cabo Verde, Dominica, e Santa Lúcia ganharam as primeiras medalhas olímpicas para suas nações. A Equipe Olímpica de Refugiados também ganhou sua primeira medalha.
China e Estados Unidos empataram em número de medalhas de ouro, com 40 cada, mas os Estados Unidos tiveram o maior número de medalhas de prata e bronze, totalizando 126.

## Medalhas

Medalhas dos Jogos Olímpicos de 2024

Em 8 de fevereiro de 2024, o Comitê Olímpico Internacional (COI) apresentou ao mundo o design das medalhas olímpicas e paralímpicas. Cada uma das aproximadamente 5 084 peças apresentam uma peça central de ferro com 18 gramas, retirada de fragmentos da Torre Eiffel, que permanecem conservados após a remoção nas reformas do século XX. Dentro do hexágono feito com o tal material, há a logo dos Jogos Olímpicos, uma vez que a forma geométrica lembra à França uma nação que às vezes é chamada de "L'hexagone". Nas costas, estão imagens tradicionais como a Nike, deusa da vitória, o Estádio Panatenaico e a Acrópole. Em frente à Acrópole, foi inclusa a Torre Eiffel.

## O quadro
O quadro de medalhas é classificado de acordo com o número de medalhas de ouro, estando as medalhas de prata e bronze como critérios de desempate em caso de países com o mesmo número de ouros. O COI não reconhece nem endossa a existência de um quadro de medalhas, alegando que isso cria uma competição entre os países, o que não é o objetivo dos Jogos.
O programa dos Jogos Olímpicos de Verão de 2024 conta com 48 modalidades de 32 esportes e um total de 329 eventos, resultando em 329 conjuntos de medalhas a serem distribuídos. Os eventos de boxe concedem uma medalha de bronze para cada um dos dois competidores que perdem suas lutas semifinais, em vez de lutarem pelo terceiro lugar, enquanto judô, taekwondo e a lutas usam um sistema de repescagem para definir dois medalhistas de bronze.
Duas medalhas de prata foram concedidas para o empate em segundo lugar no evento dos 100 metros peito masculino da natação. Consequentemente, nenhuma medalha de bronze foi concedida. No salto em altura feminino do atletismo, na barra fixa da ginástica artística e no K-2 500 metros feminino da canoagem de velocidade, duas medalhas de bronze foram concedidas também devido a empates.
Medalhas conquistadas pela equipe de Atletas Individuais Neutros (AIN) não são contabilizadas para o quadro de medalhas, mas estão listadas para efeitos estatísticos.
     País sede destacado
| Ordem | País                              | Medalha de ouro | Medalha de prata | Medalha de bronze |       | Ordem por total |
| ----- | --------------------------------- | --------------- | ---------------- | ----------------- | ----- | --------------- |
| 1     | USA Estados Unidos                | 40              | 44               | 42                | 126   | 1               |
| 2     | CHN China                         | 40              | 27               | 24                | 91    | 2               |
| 3     | JPN Japão                         | 20              | 12               | 13                | 45    | 6               |
| 4     | AUS Austrália                     | 18              | 19               | 16                | 53    | 5               |
| 5     | FRA França                        | 16              | 26               | 22                | 64    | 4               |
| 6     | NED Países Baixos                 | 15              | 7                | 12                | 34    | 8               |
| 7     | GBR Grã-Bretanha                  | 14              | 22               | 29                | 65    | 3               |
| 8     | KOR Coreia do Sul                 | 13              | 9                | 10                | 32    | 10              |
| 9     | ITA Itália                        | 12              | 13               | 15                | 40    | 7               |
| 10    | GER Alemanha                      | 12              | 13               | 8                 | 33    | 9               |
| 11    | NZL Nova Zelândia                 | 10              | 7                | 3                 | 20    | 12              |
| 12    | CAN Canadá                        | 9               | 7                | 11                | 27    | 11              |
| 13    | UZB Uzbequistão                   | 8               | 2                | 3                 | 13    | 16              |
| 14    | HUN Hungria                       | 6               | 7                | 6                 | 19    | 14              |
| 15    | ESP Espanha                       | 5               | 4                | 9                 | 18    | 15              |
| 16    | SWE Suécia                        | 4               | 4                | 3                 | 11    | 19              |
| 17    | KEN Quênia                        | 4               | 2                | 5                 | 11    | 19              |
| 18    | NOR Noruega                       | 4               | 1                | 3                 | 8     | 26              |
| 19    | IRL Irlanda                       | 4               |                  | 3                 | 7     | 30              |
| 20    | BRA Brasil                        | 3               | 7                | 10                | 20    | 12              |
| 21    | IRI Irã                           | 3               | 6                | 3                 | 12    | 17              |
| 22    | UKR Ucrânia                       | 3               | 5                | 4                 | 12    | 17              |
| 23    | ROU Romênia                       | 3               | 4                | 2                 | 9     | 23              |
| 24    | GEO Geórgia                       | 3               | 3                | 1                 | 7     | 30              |
| 25    | BEL Bélgica                       | 3               | 1                | 6                 | 10    | 21              |
| 26    | BUL Bulgária                      | 3               | 1                | 3                 | 7     | 30              |
| 27    | SRB Sérvia                        | 3               | 1                | 1                 | 5     | 44              |
| 28    | CZE Chéquia                       | 3               |                  | 2                 | 5     | 44              |
| 29    | DEN Dinamarca                     | 2               | 2                | 5                 | 9     | 23              |
| 30    | AZE Azerbaijão                    | 2               | 2                | 3                 | 7     | 30              |
| 30    | CRO Croácia                       | 2               | 2                | 3                 | 7     | 30              |
| 32    | CUB Cuba                          | 2               | 1                | 6                 | 9     | 23              |
| 33    | BRN Bahrein                       | 2               | 1                | 1                 | 4     | 49              |
| 34    | SLO Eslovênia                     | 2               | 1                |                   | 3     | 58              |
| 35    | TPE Taipé Chinês                  | 2               |                  | 5                 | 7     | 30              |
| 36    | AUT Áustria                       | 2               |                  | 3                 | 5     | 44              |
| 37    | PHI Filipinas                     | 2               |                  | 2                 | 4     | 49              |
| 37    | HKG Hong Kong                     | 2               |                  | 2                 | 4     | 49              |
| 39    | ALG Argélia                       | 2               |                  | 1                 | 3     | 58              |
| 39    | INA Indonésia                     | 2               |                  | 1                 | 3     | 58              |
| 41    | ISR Israel                        | 1               | 5                | 1                 | 7     | 30              |
| 42    | POL Polônia                       | 1               | 4                | 5                 | 10    | 21              |
| 43    | KAZ Cazaquistão                   | 1               | 3                | 3                 | 7     | 30              |
| 44    | RSA África do Sul                 | 1               | 3                | 2                 | 6     | 38              |
| 44    | JAM Jamaica                       | 1               | 3                | 2                 | 6     | 38              |
| 44    | THA Tailândia                     | 1               | 3                | 2                 | 6     | 38              |
| –     | AIN Atletas Individuais Neutros   | 1               | 3                | 1                 | 5     | –               |
| 47    | ETH Etiópia                       | 1               | 3                |                   | 4     | 49              |
| 48    | SUI Suíça                         | 1               | 2                | 5                 | 8     | 26              |
| 49    | ECU Equador                       | 1               | 2                | 2                 | 5     | 44              |
| 50    | POR Portugal                      | 1               | 2                | 1                 | 4     | 49              |
| 51    | GRE Grécia                        | 1               | 1                | 6                 | 8     | 26              |
| 52    | ARG Argentina                     | 1               | 1                | 1                 | 3     | 58              |
| 52    | EGY Egito                         | 1               | 1                | 1                 | 3     | 58              |
| 52    | TUN Tunísia                       | 1               | 1                | 1                 | 3     | 58              |
| 55    | BOT Botsuana                      | 1               | 1                |                   | 2     | 66              |
| 55    | CHI Chile                         | 1               | 1                |                   | 2     | 66              |
| 55    | LCA Santa Lúcia                   | 1               | 1                |                   | 2     | 66              |
| 55    | UGA Uganda                        | 1               | 1                |                   | 2     | 66              |
| 59    | DOM República Dominicana          | 1               |                  | 2                 | 3     | 58              |
| 60    | GUA Guatemala                     | 1               |                  | 1                 | 2     | 66              |
| 60    | MAR Marrocos                      | 1               |                  | 1                 | 2     | 66              |
| 62    | DMA Dominica                      | 1               |                  |                   | 1     | 77              |
| 62    | PAK Paquistão                     | 1               |                  |                   | 1     | 77              |
| 64    | TUR Turquia                       |                 | 3                | 5                 | 8     | 26              |
| 65    | MEX México                        |                 | 3                | 2                 | 5     | 44              |
| 66    | ARM Armênia                       |                 | 3                | 1                 | 4     | 49              |
| 67    | COL Colômbia                      |                 | 3                | 1                 | 4     | 49              |
| 68    | PRK Coreia do Norte               |                 | 2                | 4                 | 6     | 38              |
| 68    | KGZ Quirguistão                   |                 | 2                | 4                 | 6     | 38              |
| 70    | LTU Lituânia                      |                 | 2                | 2                 | 4     | 49              |
| 71    | IND Índia                         |                 | 1                | 5                 | 6     | 38              |
| 72    | MDA Moldávia                      |                 | 1                | 3                 | 4     | 49              |
| 73    | KOS Kosovo                        |                 | 1                | 1                 | 2     | 66              |
| 74    | CYP Chipre                        |                 | 1                |                   | 1     | 77              |
| 74    | FIJ Fiji                          |                 | 1                |                   | 1     | 77              |
| 74    | JOR Jordânia                      |                 | 1                |                   | 1     | 77              |
| 74    | MGL Mongólia                      |                 | 1                |                   | 1     | 77              |
| 74    | PAN Panamá                        |                 | 1                |                   | 1     | 77              |
| 79    | TJK Tajiquistão                   |                 |                  | 3                 | 3     | 58              |
| 80    | ALB Albânia                       |                 |                  | 2                 | 2     | 66              |
| 80    | GRN Granada                       |                 |                  | 2                 | 2     | 66              |
| 80    | MAS Malásia                       |                 |                  | 2                 | 2     | 66              |
| 80    | PUR Porto Rico                    |                 |                  | 2                 | 2     | 66              |
| 84    | CPV Cabo Verde                    |                 |                  | 1                 | 1     | 77              |
| 84    | QAT Catar                         |                 |                  | 1                 | 1     | 77              |
| 84    | CIV Costa do Marfim               |                 |                  | 1                 | 1     | 77              |
| 84    | EOR Equipe Olímpica de Refugiados |                 |                  | 1                 | 1     | 77              |
| 84    | SVK Eslováquia                    |                 |                  | 1                 | 1     | 77              |
| 84    | PER Peru                          |                 |                  | 1                 | 1     | 77              |
| 84    | SGP Singapura                     |                 |                  | 1                 | 1     | 77              |
| 84    | ZAM Zâmbia                        |                 |                  | 1                 | 1     | 77              |
| TOTAL | TOTAL                             | 329             | 330              | 385               | 1 044 | —               |